# Palito Blanco (Cabimas)
Palito Blanco es una población de Venezuela. Pertenece al municipio Cabimas en el estado Zulia y es la capital de la Parroquia Arístides Calvani. 

## Ubicación
Se encuentra en la carretera entre El Consejo de Ziruma y la Lara - Zulia, conectándose con las poblaciones de Agua Santa, La Mesa y Curazaíto.

## Zona Residencial
Palito Blanco es una comunidad netamente rural del municipio Cabimas, con iglesia, escuela, infocentro, casa comunal, registro civil dispensario de salud, módulo barrio adentro, dos mercales algunas tiendas. Su posición céntrica en la parroquia lo hizo su capital y punto de paso regular desde donde se llega a los distintos caseríos y haciendas de Cabimas y otros municipios.

## Actividad Económica
Palito Blanco es un pueblo dedicado principalmente a la ganadería, agricultura, cría.

## Vialidad y Transporte
La vía principal es la que viene de la Lara - Zulia y que desde allí lleva por Curazaíto y La Mesa.
La línea Cabimas – Palito Blanco (logo marrón con letras blancas) es una de las que lo conectan con otras localidades.

## Sitios de Referencia
- Casa comunal la revolución bonita
- Ambulatorio Palito Blanco I. Entrada del pueblo.
- Escuela estadal Palito Blanco.
- La Y. Cruce en la entrada del pueblo hacia Agua Santa,  La Ribera (río Tamare) y la entrada del pueblo junto a un gran terreno baldío.

## Clima
El clima es cálido y seco, Con temperaturas mínimas de 19 a 22 °C y máximas de 32 a 36 °C, La precipitaciones
son bajas sólo llegan hasta 600 mm, El lugar es más fresco que la costa hacía el lago es porque tiene la altitud más alta.